# Пиеве ди Кориано
Пиѐве ди Кориа̀но (на италиански: Pieve di Coriano, на местен диалект: la Péf, ла Пеф) е село в Северна Италия, община Борго Мантовано, провинция Мантуа, регион Ломбардия. Разположено е на 16 m надморска височина.